# Partisans de Primorsky
Os Partisans de Primorsky foram um grupo de seis jovens que travaram uma guerra de guerrilha contra a polícia russa, que há muito tempo era acusada de corrupção e brutalidade.

## História
Da pequena vila de Kirovsky, no Krai de Primorsky, no Extremo Oriente da Rússia, eles tiveram encontros com a polícia, que descreveram como brutais e degradantes. O grupo decidiu usar uma solução violenta para as condições terríveis com a polícia e iniciou uma campanha contra eles, incluindo disparar tiros contra policias de trânsito, invasão de uma esquadra de polícia e o esfaqueamento de um polícia até a morte. A polícia iniciou um caça ao homem em larga escala e os guerrilheiros foram rastreados até a um apartamento pertencente a um dos membros a 27 quilómetros da fronteira chinesa, em Kirovsky. Antes do tiroteio começar, os partisans postaram um vídeo no YouTube descrevendo os seus motivos.
Quando cerca de uma dúzia de oficiais da militsiya e tropas da OMON se aproximaram, dois dos quatro ocupantes abriram fogo com pistolas, ferindo dois policias. Mais tarde, a polícia foi acompanhada por um pelotão de tropas internas com veículos blindados BTR. Após negociações que duraram cinco horas, dois cometeram suicídio e os outros dois renderam-se. Isto criou uma tempestade de controvérsia na Rússia, já que muitos russos simpatizavam com os guerrilheiros e se ressentiam da polícia.
Numa sondagem realizada pela popular estação de rádio Echo of Moscow, 75% dos inquiridos afirmaram que viam os Partisans como Robin Hoods, e 66% afirmaram que iriam abrigar os Partisans se lhes fosse dada a oportunidade. O político nacionalista Vladimir Zhirinovsky expressou o seu apoio aos Partisans de Primorsky numa sessão da Duma Estatal.
Em 20 de julho de 2016, o júri emitiu um veredito de absolvição para todos os membros após o segundo julgamento. A culpa deles por cometer assassinato em massa e criar um grupo de crime organizado não foi provada. Vadim Kovtun e Alexei Nikitin foram imediatamente libertados. Os restantes partisans continuam atrás das grades, acusados de outros crimes.

## Membros
- Aleksandr Kovtun (em russo: Александр Ковтун), líder do grupo. O seu irmão Vadim Kovtun (em russo: Вадим Ковтун) também foi preso e acusado de cumplicidade, embora não fizesse parte do grupo.
- Andrei Sukhorada (em russo: Андрей Сухорада, 25 de julho de 1987 – 11 de junho de 2010) ex-membro do Partido Nacional-Bolchevique.[3] Em 3 de março de 2004, Sukhorada foi preso quando a polícia invadiu um grupo de nacional-bolcheviques que estavam a encetar uma ocupação da sede do Partido Rússia Unida em Moscovo.[4][5] Eduard Limonov alegou que Sukhorada insinuou que ele realizaria atos militantes violentos na sua região natal.
- Aleksandr Sladkikh (em russo: Александр Сладких, 18 de setembro de 1989 – 11 de junho de 2010)
- Vladimir Ilyutikov (em russo: Владимир Илютиков)
- Roman Savchenko (em russo: Роман Савченко)
- Maksim Kirilov (em russo: Максим Кириллов)
- Alexei Nikitin (em russo: Алексей Никитин), preso em 31 de julho de 2010 como suposto cúmplice.

## Motivação
Em 9 de outubro de 2010, um vídeo de 13 minutos intitulado "Apelo em vídeo dos Partisans de Primorsky" foi publicado no YouTube. No vídeo, os partizans do grupo declararam uma guerra de guerrilha contra a corrupção e a Milítsia Russa. O vídeo foi removido do servidor do YouTube diversas vezes devido a reclamações.

## Reação
Uma sondagem aos ouvintes da estação de rádio Echo of Moscow indicou que 60–75 por cento dos ouvintes simpatizavam com os Partisans de Primorsky e ofereciam-lhes-iam ajuda.